# Bence Dárdai
Bence Dárdai (* 24. Januar 2006 in Berlin) ist ein ungarisch-deutscher Fußballspieler und steht seit Juli 2024 beim VfL Wolfsburg unter Vertrag.

## Familie
Bence Dárdai wurde als dritter Sohn des ehemaligen ungarischen Fußball-Nationalspielers Pál Dárdai und der ehemaligen ungarischen Handball-Nationalspielerin Mónika Dárdai, geborene Szemmelróth, in Berlin geboren, als sein Vater als Spieler bei Hertha BSC aktiv war. Er wuchs mit seinen Brüdern Palkó (* 1999) und Márton (* 2002) im Berliner Ortsteil Westend im Bezirk Charlottenburg-Wilmersdorf auf. Sein Großvater Pál Dárdai war ebenfalls Fußballspieler.

## Karriere

### Verein
Dárdai begann mit dem Fußballspielen im Nachwuchs von Hertha BSC und durchlief dort sämtliche Jugendteams. In der Spielzeit 2021/22 war er mit den B1-Junioren (U17) in der B-Junioren-Bundesliga Nord/Nordost aktiv und kam zu vier Toren in 17 Ligaspielen. Zur Saison 2022/23 rückte Dárdai zu den A-Junioren (U19), mit denen er in der A-Junioren-Bundesliga Nord/Nordost spielt und bis jetzt sieben Tore in 15 Ligaspielen erzielte.
Zur Saison 2023/24 rückte Dárdai, der noch ein Jahr in der U19 spielen könnte, in den Profikader auf und kam am 29. Juli 2023 (1. Spieltag) bei der 0:1-Niederlage im Auswärtsspiel gegen Fortuna Düsseldorf zu seinem Zweitligadebüt, als er in der 78. Spielminute für Pascal Klemens eingewechselt wurde. Damit kam es zu einem Novum, da auch seine beiden Brüder gleichzeitig mit auf dem Platz standen und diese von ihrem Vater trainiert wurden.
Zur Saison 2024/25 wechselte Dárdai in die Bundesliga zum VfL Wolfsburg.

### Nationalmannschaft
Dárdai absolvierte fünf Spiele für das Aufgebot der deutschen U16-Nationalmannschaft. Anschließend wurde er für die U17-Nationalmannschaft in den Kader der U17-Europameisterschaft nominiert. Hier spielte er unter Trainer Christian Wück im offensiven Mittelfeld eine wichtige Rolle beim Titelgewinn der deutschen Mannschaft.
Im Februar 2025 entschied sich Dárdai, künftig für den ungarischen Fußballverband zu spielen. Anschließend wurde er von Marco Rossi für die Länderspiele im März 2025 erstmals in die ungarische Nationalmannschaft berufen.

## Titel
Vereine
- Meister der A-Junioren-Bundesliga Nord/Nordost (2): 2023, 2024 (beide Hertha BSC)
- Meister der B-Junioren-Bundesliga Nord/Nordost: 2022 (Hertha BSC)

Nationalmannschaft
- U17-Europameister: 2023 (Deutschland)